# يوهو يختونين
يوهو يختونين (بالفنلندية: Juho Lehtonen)‏ (3 أغسطس 1992 في فنلندا - ) هو لاعب كرة قدم فنلندي في مركز الهجوم. شارك مع منتخب فنلندا تحت 19 سنة لكرة القدم ومنتخب فنلندا تحت 21 سنة لكرة القدم. أما مع النوادي، فقد لعب مع نادي توركو ونادي جاز وهكا وPorin Palloilijat ‏ وÅbo IFK ‏ وPallo-Iirot ‏ وKotkan Työväen Palloilijat ‏.

## وصلات خارجية
- يوهو يختونين على موقع قاعدة بيانات كرة القدم.إي يو (الإنجليزية)
- يوهو يختونين على موقع Soccerway.com (الإنجليزية)